# Kenneth Sivertsen
Pour les articles homonymes, voir Sivertsen.
Kenneth Sivertsen (né le 31 août 1973 à Ankenesstranda) est un ancien skieur alpin norvégien. Il a représenté la Norvège aux Jeux olympiques d'hiver de 2002.

## Biographie
Sivertsen fait partie du club de Narvik Narvik Slalåmklubb. En 1991 et 1992, il participe aux Championnats du monde juniors de ski alpin, son meilleur résultat est une 13e place obtenue le 25 février 1992 à Maribor en Slovénie.
Lors des compétitions nationales auxquelles il participe de 1995 à 2002, il monte à neuf reprises sur un podium dont deux fois sur la plus haute marche, à chaque fois lors d'épreuves de descente : le 16 mars 1996 à Narvik et le 19 mars 1999 à Oppdal.
En Coupe d'Europe de ski alpin, il remporte deux podiums, cette fois-ci en Super G : le 20 février 1998, il remporte la première manche et termine second à la deuxième.
Entre sa première course en Coupe du monde, le 17 janvier 1998 à Wengen en Suisse (il y termine 37e) et sa dernière course le 10 janvier 2004 à Chamonix (il y termine 43e), Sivertsen monte par deux fois sur un podium :
- le 3 décembre 2000, il termine 3e du Super G à Beaver Creek. Ce premier podium survient à l'âge de 27 ans à la surprise des observateurs[3] comme du principal intéressé« I'm beginning to get old, so I was expecting this year to get some podiums, but I didn't expect it in Super G here. »[4].
- le 8 mars 2001, il termine 3e de la Descente des finales[Note 1] à Åre[5],[6].

Il a terminé sinon à huit reprises dans les dix premières places.
À la fin de sa carrière sportive il est devenu entraîneur, notamment avec l'équipe de jeunes du club de Bærum.

## Palmarès

### Jeux olympiques
| Épreuve / Édition | Salt Lake City 2002 |
| Descente          | 25e                 |
| Super-G           | 19e                 |
| Slalom Géant      | 20e                 |

### Championnats du monde
| Épreuve / Édition | Sierra Nevada 1996 | Sestriere 1997 | Vail 1999 | St-Anton 2001 |
| Descente          | 25e                | 32e            | 12e       | Abandon       |
| Super-G           |                    | 30e            | 11e       | 20e           |
| Slalom géant      |                    |                |           | Abandon       |

### Coupe du monde
- Meilleur classement général : 22e en 2001[9].
- Meilleur classement : 12e du classement de super G en 2001[9].
- Meilleur résultat : 3e au super G de Beaver Creek en 2000 et à a descente d'Åre en 2001.

| Saison/Classement | Général | Général | Descente | Descente | Super G | Super G | Slalom géant | Slalom géant |
| Saison/Classement | Class.  | Points  | Class.   | Points   | Class.  | Points  | Class.       | Points       |
| ----------------- | ------- | ------- | -------- | -------- | ------- | ------- | ------------ | ------------ |
| 1994-1995         | 114e    | 14      | 54e      | 1        | -       | -       | 40e          | 13           |
| 1995-1996         | 88e     | 50      | 34e      | 41       | -       | -       | 50e          | 9            |
| 1996-1997         | 112e    | 13      | 54e      | 1        | -       | -       | 39e          | 12           |
| 1997-1998         | 113e    | 14      | 49e      | 12       | -       | -       | 53e          | 2            |
| 1998-1999         | 42e     | 165     | 18e      | 143      | -       | -       | 35e          | 22           |
| 1999-2000         | 48e     | 155     | 18e      | 137      | -       | -       | 35e          | 18           |
| 2000-2001         | 22e     | 334     | 16e      | 138      | 26e     | 80      | 12e          | 116          |
| 2001-2002         | 54e     | 120     | 24e      | 79       | 48e     | 10      | 26e          | 31           |
| 2002-2003         | 97e     | 40      | 48e      | 15       | -       | -       | 35e          | 25           |
| 2003-2004         | 143e    | 1       | -        | -        | -       | -       | 143e         | 1            |